# UHC Salzburg
L'Union Handballkub Salzburg è una squadra di pallamano maschile austriaca con sede a Salisburgo.

## Palmarès

### Trofei nazionali
- Campionato austriaco: 3
  - 1967-68, 1968-69, 1971-72.